# Tara Nome Doyle
Tara Nome Doyle (* in Berlin) ist eine norwegisch-irische Singer-Songwriterin und Pianistin, die in Berlin-Kreuzberg geboren wurde und aufwuchs. Ihre Musik „ist sowohl Pop als auch Soul und verbindet rohen Gesang mit intimen Texten und zarten Melodien“.
2018 veröffentlichte sie die beiden Singles Down with You und Milk and Honey, begleitet von Musikern der Rockband Isolation Berlin. Beide waren auf Spotify sehr erfolgreich, insbesondere Down with You.
Nach der EP Dandelion (2018) erschien 2020 ihr Debütalbum Alchemy.

## Diskografie

### Singles
- 2018: Down with You
- 2018: Milk and Honey

### EPs
- 2018: Dandelion

### Alben
- 2020: Alchemy
- 2022: Værmin
- 2025: Ekko